# Libanesischer FA Cup 2015/16
Der Libanesische FA Cup 2015/16 ist die 44. Austragung des Fußballpokalwettbewerbs der Männer. Die zwölf Mannschaften aus der libanesischen Premier League stiegen erst im Achtelfinale ein. Titelverteidiger war Tripoli SC.
Nejmeh Club gewann das Finale gegen al Ahed mit 5:4 im Elfmeterschießen und qualifizierte sich somit für den AFC Cup 2017.

## Achtelfinale
| Datum                |                   | Ergebnis |                     |
| -------------------- | ----------------- | -------- | ------------------- |
| Fr., 22. Januar 2016 | Shabab al-Ghazieh | 0:2      | al Egtmaaey Tripoli |
| Sa., 23. Januar 2016 | Hekmeh FC         | 1:7      | al-Ansar            |
|                      | Amal Maarka FC    | 0:1      | Shabab al-Sahel     |
| So., 24. Januar 2016 | Tripoli SC        | 2:0      | al-Akhaa al-Ahli    |
|                      | Nejmeh Club       | 2:1      | Salam Zgharta       |
|                      | Al Islah          | 2:4      | Safa SC Beirut      |
|                      | al-Nabi Sheet     | 0:2      | al Ahed             |
|                      | Racing Beirut     | 5:0      | Al Ahli Nabatiya    |

## Viertelfinale
| Datum                |                 | Ergebnis              |                     |
| -------------------- | --------------- | --------------------- | ------------------- |
| Sa., 30. Januar 2016 | Racing Beirut   | 1:1 n. V. (2:3 i. E.) | al Egtmaaey Tripoli |
|                      | Nejmeh Club     | 1:1 n. V. (4:2 i. E.) | Tripoli SC          |
| So., 31. Januar 2016 | Safa SC Beirut  | 0:2                   | al-Ansar            |
|                      | Shabab al-Sahel | 1:3                   | al Ahed             |

## Halbfinale
| Datum             |                     | Ergebnis |             |
| ----------------- | ------------------- | -------- | ----------- |
| Mo., 30. Mai 2016 | al-Ansar            | 1:2      | al Ahed     |
| Di., 31. Mai 2016 | al Egtmaaey Tripoli | 0:2      | Nejmeh Club |

## Finale
| al Ahed                                         | al Ahed                                                                                    | Nejmeh Club                                                                                | Nejmeh Club |
| ----------------------------------------------- | ------------------------------------------------------------------------------------------ | ------------------------------------------------------------------------------------------ | ----------- |
| al Ahed                                         | \| Sonntag, 5. Juni 2016 in Beirut (Bourj Hammoud) \| \| Ergebnis: 0:0 n. V., 4:5 i. E. \| | \| Sonntag, 5. Juni 2016 in Beirut (Bourj Hammoud) \| \| Ergebnis: 0:0 n. V., 4:5 i. E. \| | Nejmeh Club |
| al Ahed                                         | Mouhamadou Dramé (115.)                                                                    |                                                                                            | Nejmeh Club |
| Sonntag, 5. Juni 2016 in Beirut (Bourj Hammoud) |                                                                                            |                                                                                            |             |
| Ergebnis: 0:0 n. V., 4:5 i. E.                  |                                                                                            |                                                                                            |             |